# کارل فون ابرشتاین
کارل فون ابرشتاین (به آلمانی: Karl von Eberstein) (زاده ۱۴ ژانویه ۱۸۹۴- مرگ ۱۰ فوریه ۱۹۷۹) یک ژنرال آلمانی در دوره رایش سوم و در طول جنگ جهانی دوم رهبر نیروهای اس‌اس و پلیس در مونیخ بود.